# علی دوم باوندی
علی دوم از اسپهبدان باوندیان بود که در ۱۲۷۱ میلادی به قدرت رسید و مدت کوتاهی سلطنت داشت. او برادر محمد است و یزدگرد باوندی پسرعمویش بود. مطلب زیادی از دوران حکومت او و سرگذشتش در دسترس نیست.